# Longhorn Spurs
Die Longhorn Spurs sind ein 19 km langer Gebirgskamm an der Dufek-Küste der antarktischen Ross Dependency. Er erstreckt sich von den Prince Olav Mountains nach Norden zwischen dem Massam- und dem Barrett-Gletscher bis zum Südrand des Ross-Schelfeises. Auf der Westseite der Formation befinden sich eine Reihe von Felsspornen.
Teilnehmer der Expedition der Texas Tech University zum Shackleton-Gletscher (1964–1965) erkundeten diesen Gebirgskamm und benannten ihn so, da die Felssporne in ihrer Form an die Hörner von Rindern der Rasse Texas Longhorn erinnern.